# A mi edad
Alla mia età (Versión italiana) / A mi edad (Versión en español) es el cuarto álbum de estudio del cantante italiano Tiziano Ferro. Fue lanzado al mercado en Europa el 11 de marzo del 2009, y el 25 de marzo del 2009 en México. De este álbum se extrajeron cinco sencillos: Alla mia età/A mi edad, Il regalo più grande/El regalo más grande, Indietro/Breathe gentle, Il sole esiste per tutti/El sol existe para todos y Scivoli di nuovo/Deslizas otra vez. El álbum vendió más de 600.000 copias solo en Italia, siendo el disco más exitoso de Tiziano Ferro en su propio país. Ha vendido 1.500.000 copias en todo el mundo.

## Lista de canciones
| Alla mia età |                                                      |          |  |
| N.º          | Título                                               | Duración |  |
| 1.           | «La tua vita non passerà»                            | 4:14     |  |
| 2.           | «Alla mia età»                                       | 3:33     |  |
| 3.           | «Il sole esiste per tutti»                           | 4:11     |  |
| 4.           | «Indietro»                                           | 3:40     |  |
| 5.           | «Il regalo più grande»                               | 3:49     |  |
| 6.           | «Il tempo stesso (feat. Franco Battiato)»            | 3:05     |  |
| 7.           | «La paura non esiste»                                | 3:55     |  |
| 8.           | «La traversata dell'estate»                          | 3:33     |  |
| 9.           | «Scivoli di nuovo»                                   | 4:08     |  |
| 10.          | «Assurdo pensare»                                    | 4:56     |  |
| 11.          | «Per un pò sparirò»                                  | 3:02     |  |
| 12.          | «Fotografie della tua assenza»                       | 5:23     |  |
| 13.          | «Breathe gentle (Bonus track - feat. Kelly Rowland)» | 3:43     |  |
| 14.          | «Alla mia età (Bonus track - Acoustic remix)»        | 3:28     |  |
| 54:40        |                                                      |          |  |

| A mi edad | |          |  |
| N.º       | Título                                                                                               | Duración |  |
| 1.        | «Tu vida no pasará»                                                                                  | 4:14     |  |
| 2.        | «A mi edad»                                                                                          | 3:33     |  |
| 3.        | «El Sol existe para todos»                                                                           | 4:11     |  |
| 4.        | «Breathe gentle (feat. Kelly Rowland)»                                                               | 3:43     |  |
| 5.        | «El regalo más grande (con Dulce María & Anahí (Versión latina) / Amaia Montero (Versión española))» | 3:48     |  |
| 6.        | «Il tempo stesso (feat. Franco Battiato)»                                                            | 3:04     |  |
| 7.        | «El miedo no existe»                                                                                 | 3:55     |  |
| 8.        | «La traversía del verano»                                                                            | 3:32     |  |
| 9.        | «Deslizas otra vez»                                                                                  | 4:07     |  |
| 10.       | «Assurdo pensare»                                                                                    | 4:55     |  |
| 11.       | «Per un pò sparirò»                                                                                  | 3:02     |  |
| 12.       | «Fotografie della tua assenza»                                                                       | 5:19     |  |
| 13.       | «El regalo más grande (Bonus track - Solo version)»                                                  | 3:51     |  |
| 51:14     | |          |  |

## Fecha de lanzamiento
| Región        | Fecha                   | Discográfica |
| ------------- | ----------------------- | ------------ |
| Italia, Suiza | 7 de noviembre de 2008  | EMI          |
| México        | 25 de noviembre de 2008 | EMI          |
| Unión Europea | Abril de 2009           | EMI          |
| España        | 22 de mayo de 2009      | EMI          |
| Brasil        | 22 de mayo de 2009      | EMI          |
| Francia       | 10 de enero de 2010     | EMI          |